# Regeling prestaties en tarieven medisch specialistische zorg
De Regeling prestaties en tarieven medisch specialistische zorg, vastgesteld door Nederlandse Zorgautoriteit (NZa), en de jaarlijkse bijbehorende Tarieventabel DBC-zorgproducten en overige zorgproducten regelen het declaratiesysteem en de maximale kosten voor medisch specialistische zorg in Nederland.
De declarabele prestaties worden uitgedrukt in DBC-zorgproducten (ook DOT-zorgproducten genoemd) en overige zorgproducten.

## DBC
Een diagnosebehandelingcombinatie, ook wel geschreven diagnose behandeling combinatie en ook wel genoemd diagnosebehandelcombinatie, normaal aangeduid met DBC of dbc, is een code in de gezondheidszorg die het geheel van een geleverd zorgproduct omschrijft. De DBC-systematiek vervangt in Nederland sinds 1 januari 2005 de oude manier van ziekenhuisfinanciering.

### Aanleiding
Het grootste deel van de ziekenhuiszorg werd sinds 1988 bekostigd met behulp van vaste tarieven. Er is hierbij sprake van een functiegerichte bekostiging waarbij ziekenhuizen een budget ontvangen, dat jaarlijks in overleg met de ziektekostenverzekeraars wordt vastgesteld. Het budget bestaat uit een vast deel en een variabel deel. Het vaste deel van het budget bestaat voor een deel uit vastgoedkosten (rente, afschrijving gebouwen en gebouwgebonden installaties), een deel dat gebaseerd is op het aantal inwoners dat aan het ziekenhuis wordt toegerekend en een deel dat gebaseerd is op de capaciteit van het ziekenhuis, uitgedrukt in aantal bedden en aantal erkende fulltime specialisten. Het variabele deel is gebaseerd op het aantal opnamen, verpleegdagen, (eerste) polikliniek bezoeken, dagbehandelingen en enkele nader vastgestelde zeer kostbare medische verrichtingen. De medisch specialisten, waarvan de meeste vrijgevestigd - dus niet in loondienst - werkzaam zijn, werden tot 1995 afzonderlijk betaald op basis van het aantal medische handelingen dat zij verrichten tegen landelijk vastgestelde honorariumtarieven. Midden jaren 90 is de koppeling met het aantal medische handelingen losgelaten en werd het honorarium op ziekenhuisniveau vastgesteld op basis van een lumpsumregeling. Noch de tarieven van het ziekenhuis, noch die voor het honorarium van de medisch specialisten sloten aan op de werkelijk gemaakte kosten, respectievelijk de werkelijk geleverde inzet. Daarmee werden ziekenhuizen onvoldoende beloond voor goede prestaties of afgerekend op ondermaatse prestaties.
In 1993 adviseerde een door het kabinet ingestelde commissie onder leiding van oud minister-president Barend Biesheuvel, om de prestaties van het ziekenhuis en van de medisch specialisten uit te drukken in zogenoemde zorgproducten en de tarieven voor die producten te baseren op basis van de tussen ziekenhuis en ziektekostenverzekeraar overeen te komen reëel te maken kosten, respectievelijk geleverde inzet van de medisch specialist. Aldus zou een aanzet kunnen worden gegeven voor een meer marktconforme bekostiging van het ziekenhuis en van de medisch specialistische hulp.

### Definitie
Een DBC is een weergave van alle activiteiten en verrichtingen die een patiënt in het ziekenhuis doorloopt gedurende een vastgestelde periode (voor een chronische aandoening wordt voor deze periode 1 jaar gebruikt). Een DBC beschrijft met vier codes (zorgtype, zorgvraag, diagnose, behandeling) met welke klacht en hoe een patiënt het ziekenhuis binnenkomt, welke diagnose er gesteld is, en het beschrijft de voorgenomen behandeling. Ziekenhuizen mogen alleen tarieven in rekening brengen voor DBC's. Aan een groot deel van de DBC's (het zogenoemde segment A) is door de Nederlandse Zorgautoriteit (NZa) een tarief toegekend. De rest van de DBC's (segment B) heeft slechts ten dele een vast tarief; het overige deel is 'onderhandelbaar'. Segment B omvatte het eerste jaar ongeveer 10% van de ziekenhuiszorg, vooral electieve (niet-spoedeisende) zorg. Het ziekenhuis en de zorgverzekeraar worden geacht hierover met elkaar in onderhandeling te treden. Hierdoor wil het Nederlandse Ministerie van VWS marktwerking in de zorg faciliteren.
Op 1 januari 2009 zal zo'n 34% van de DBC's vrij onderhandelbaar worden. Het ministerie van VWS wil dit percentage de komende jaren verder verhogen. Het doel is uiteindelijk, dat in 2011 65 tot 70% van de ziekenhuiszorg vrij onderhandelbaar is.
De komende jaren wordt nog een aantal veranderingen doorgevoerd. Zo wordt de lumpsumregeling voor specialisten afgeschaft en zijn per 1 januari 2008 de spoedeisendehulp-DBC's afgeschaft. Het is op dit moment nog onduidelijk of maatstafconcurrentie doorgevoerd zal worden.

### Doel
Tot en met 31 december 2004 werden verrichtingen, uitgevoerd bij een patiënt, apart gedeclareerd. Kortweg komt het hierop neer: hoe meer verrichtingen een ziekenhuis of medisch specialist bij een patiënt uitvoerde, des te meer kon er gedeclareerd worden. Dit zou inefficiënt werken in de hand werken. De DBC-systematiek brengt hier verandering in. Sinds 1 januari 2005 mogen alleen nog DBC's gedeclareerd worden. Eén DBC staat voor de complete behandeling van een patiënt, bijvoorbeeld een total hip operatie. Voor alle behandelingen, onderzoeken, operaties en opnames die de patiënt voor de total hip moet ondergaan wordt slechts één DBC gedeclareerd. Er is dus sprake van één declarabel product (de DBC) die het geheel aan ziekenhuisactiviteiten van een patiënt in het kader van een bepaalde zorgvraag omvat. Op deze manier zou efficiënt werken gestimuleerd worden: een ziekenhuis ontvangt een vast (gemiddeld) bedrag per behandeling en ook de medisch specialist ontvangt een vast uurtarief. Hiermee wordt beoogd dat ziekenhuizen en medisch specialisten efficiënter werken en op die manier kan marktwerking in de gezondheidszorg ontstaan. Ziekenhuizen kunnen namelijk met elkaar gaan concurreren op basis van prijs en kwaliteit. Ook was het doel van de overheid patiënten meer bewust te maken van de kosten van de zorg.

### Invoering
De invoering van deze revolutionair nieuwe manier van registreren en declareren heeft wat voeten in de aarde gehad en is omstreden. De systematiek is per 1 januari 2005 ingevoerd. De (gedeeltelijk) vrije prijsvorming die voor een deel van de ziekenhuiszorg (het zogenoemde segment B) geldt, is - door vertraging van de behandeling van het wetsvoorstel WTG ExPres in de Eerste Kamer - met ingang van 1 februari 2005 ingevoerd.
Per 1 januari 2006 is 10% van de DBC's vrij onderhandelbaar. Vanaf 2008 wordt dit percentage opgeschroefd naar 20% en vanaf 2009 naar 34%. Stapsgewijs wordt er toegewerkt naar 65 tot 70% vrij onderhandelbare prijzen in 2011.

## DOT
DOT, wat staat voor 'DBC's op weg naar transparantie', was het traject om te komen tot het verbeterde declaratiesysteem dat op 1 januari 2012 in werking is getreden. De ruim 30.000 DBC's zijn vervangen door 4.400 DBC-zorgproducten.

## DBC-zorgproduct
Voor de prijs van zorg staat het begrip DBC-zorgproduct (DBC-ZP) centraal. Een zorgtraject kan bestaan uit één of meerdere subtrajecten. Een subtraject is een afgebakende periode binnen het zorgtraject van de patiënt die op een vooraf gedefinieerd moment wordt afgesloten. Dat moment wordt bepaald door de sluitregels in de registratieregels. Er wordt gebruikgemaakt van een grouper: een computerprogramma dat uit de in subtrajecten ingedeelde zorgactiviteiten DBC-zorgproducten afleidt conform door de NZa vastgestelde regels. Een subtraject kan door een grouper worden afgeleid tot een DBC-zorgproduct (declarabel) of een uitvalproduct (niet declarabel).
Het eerste subtraject van een zorgtraject is zorgtype met code ZT11. Een vervolgtraject heeft code ZT21. Een subtraject wordt gesloten:
- Bij een klinisch subtraject: op de 42e dag na ontslag.
- Bij een niet-klinisch subtraject (dagverpleging of polikliniek) met operatie: op de 42e dag na de operatie.
- Bij een niet-klinisch subtraject met een conservatieve (= niet-operatieve) behandeling:
  - met ZT11: op de 90e dag na de opening van het subtraject.
  - met ZT21: op de 120e dag na de opening van het subtraject.
- Op de 365e dag indien het subtraject na 365 dagen nog open staat.

Een ziekenhuis kan kiezen tussen twee systemen: na het sluiten van een subtraject ZT11 automatisch aansluitend een subtraject ZT21 openen (wat dan eventueel leeg zal blijven), of dit niet doen als verwacht wordt dat geen zorgactiviteiten meer zullen worden uitgevoerd ten behoeve van het lopende zorgtraject. Als binnen 365 dagen na sluiten van het laatste subtraject er toch zorgactiviteiten worden uitgevoerd in het kader van de zorgvraag van het betreffende zorgtraject moet alsnog, en aansluitend aan het voorgaande subtraject, een vervolg subtraject worden geopend.
Een zorgtraject wordt afgesloten 365 dagen na afsluiten van een subtraject indien geen zorgactiviteiten meer zijn geregistreerd of zijn gepland in de toekomst.
De startdatum van het DBC-zorgproduct bepaalt bij welke zorgverzekeraar wordt gedeclareerd. Alle subtrajecten vormen een afzonderlijk DBC-zorgproduct en hebben een eigen startdatum. De DBC-declaratiecode is een 6-cijferige code waarmee een relatie wordt gelegd tussen het zorgproduct en het gereguleerde tarief of de afgesproken prijs van het DBC-zorgproduct. Op de declaratie wordt het totale DBC-zorgproduct tarief uitgesplitst in een kostenbedrag voor de zorginstelling, en een totaalbedrag voor de honoraria voor de medisch-specialistische zorg.
Op basis van een door de NZa vastgesteld sjabloon publiceert elke zorgaanbieder een prijslijst, met uitsplitsing als boven. Het sjabloon bevat onder meer de kolommen:
- DBC-zorgproductcode - Het unieke nummer van een DBC-zorgproduct dat bestaat uit negen posities, te weten DBC-zorgproductgroepcode (zes posities) en een code voor het specifieke DBC-zorgproduct binnen de DBC-zorgproductgroep (drie posities).
- DBC-zorgproductomschrijving
- DBC-zorgproduct latijnse omschrijving
- DBC-zorgproduct consumentenomschrijving

Soms bepaalt de "DBC-zorgproduct consumentenomschrijving" echter niet eenduidig het zorgproduct, bijvoorbeeld:
- 199299011
  - GEEN Uitval standaard, Beschouwende specialismen, GEEN Klinische opname, GEEN KNF, GEEN Ambulant middel/ Dag, Licht ambulant
  - Beschouwende specialismen | Licht ambulant | Letsel overig
  - Consult op de polikliniek bij Een niet nader gespecificeerd letsel
  - € 88,02
- 199299028
  - GEEN Uitval standaard, GEEN Beschouwende specialismen, GEEN Multitrauma ISS ≥ 16, GEEN Heupfractuur, GEEN Intensieve/ invasieve therapie, GEEN Klinische opname, GEEN Diagnostisch (zwaar)/ Therapeutisch licht, GEEN Dag/ Poli >2/ Routine onderzoek >2, Licht ambulant
  - Letsel (excl. heupfractuur) | Licht ambulant | Letsel overig
  - Consult op de polikliniek bij Een niet nader gespecificeerd letsel
  - € 18,22

Het systeem van DBC-zorgproducten rust op de ICD-10-classificering.
Ziekenhuizen onderhandelen met zorgverzekeraars over prijs, volume en kwaliteit. De zorgverzekeraar is niet verplicht om met alle ziekenhuizen een contract te sluiten en in alle gevallen de zorg te vergoeden. Als een zorgverzekeraar geen contract heeft met een ziekenhuis of als een patiënt geen zorgverzekering heeft dan brengt het ziekenhuis een prijs in rekening die soms de passantenprijs wordt genoemd. Ziekenhuizen publiceren vaak alleen de passantenprijs.

## Kosten voor de patiënt
Het eigen risico (verplicht plus eventueel vrijwillig) geldt per kalenderjaar. Het wisselen van verzekeraar en pakket, en het beginnen of beëindigen of veranderen van vrijwillig eigen risico ook. Voor de basisverzekering is er acceptatieplicht (ook voor het beëindigen of verminderen van het vrijwillig eigen risico), voor de aanvullende verzekeringen niet.
Als een subtraject doorloopt in een nieuw kalenderjaar is alleen over het oude jaar eigen risico verschuldigd. Als er echter in het nieuwe jaar een nieuw declarabel subtraject begint, ook al is dit een vervolgtraject van hetzelfde zorgtraject, dan is men voor beide kalenderjaren het eigen risico verschuldigd. Zo kan het ook voorkomen dat je een consult van 10 minuten hebt gehad in oktober 2015 en een MRI-scan speciaal gepland hebt in het volgende kalenderjaar 2016 (waarin ook de operatie gaat plaatsvinden), maar dat dit alles onder je eigen risico van 2015 valt. Onderga je vervolgens nog een operatie in 2016, dan ben je het eigen risico van 2016 ook verschuldigd. De gemaakte kosten in dit jaar kunnen dus onder je eigen risico van het vorige jaar vallen.
Men betaalt niet voor alle uitgevoerde verrichtingen apart, zoals bezoeken aan de polikliniek, een aantal dagen in het ziekenhuis, de operatie, de gemaakte röntgenfoto's, maar een tarief gebaseerd op de gemiddelde zorg voor het DBC-zorgproduct. Soms is dat relatief veel voor de verleende zorg. Een klein verschil in behandeling kan daarmee een groot prijsverschil geven. Het kan bijvoorbeeld zijn dat de behandeling van een wond op de spoedeisende eerste hulp € 150 kost, maar dat het bij gebruik van wondlijm € 450 kost, omdat het dan valt onder 'spoedeisend diagnostisch zwaar'. De patiënt betaalt zelf niet meer dan het eigen risico, maar dit kan toch relatief veel zijn voor bijvoorbeeld een kort eenmalig bezoek aan een specialist, of een bezoek aan de spoedeisende eerste hulp van een ziekenhuis waarbij alleen een pleister of verbandje nodig blijkt, en/of bij een hoog eigen risico.
Afhankelijk van de polisvoorwaarden kan de verzekeraar de ziekenhuiskeuze beperken (zorgsturing). Als de verzekerde toch een ander ziekenhuis kiest zijn de kosten voor hemzelf hoger dan alleen het eigen risico.
Er zijn ook gevallen waarbij de patiënt de behandeling zelf moet betalen (bijvoorbeeld in het geval van bepaalde vormen van plastische chirurgie).

### Wegblijftarief
Onder voorwaarden kan een wegblijftarief, ook no-showtarief genoemd, in rekening gebracht worden. DBC-code 190700 is afgeschaft, maar het tarief niet. Er wordt soms gerefereerd aan een wettelijk of althans landelijk vastgesteld wegblijftarief (bedoeld lijkt te zijn een maximum) van ca. € 45.

## Patiëntprivacy/medisch beroepsgeheim
Een extra probleem doet zich voor omtrent de privacy van de patiënt. De DBC-codes worden voor declaratiedoeleinden overgedragen aan de zorgverzekeraars. Aan de hand van de codes is te achterhalen welke diagnoses de patiënt heeft gekregen en welke behandelingen hij daarvoor heeft ontvangen. De bedoeling hiervan is dat de verzekeraars de kwaliteit van de behandelingen, per aandoening, van de verschillende instellingen in kaart kan brengen, om zo patiënten voor een bepaalde aandoening te verwijzen naar die instellingen die daarvoor de beste zijn. Omdat de verzekeraar via de nota diagnoses kan herleiden bestaat er zorg over de scheiding van informatie tussen de afdelingen binnen een verzekeringsmaatschappij (denk aan een gevoelige diagnose als aids en de lopende levensverzekeringspolis).